# Jericho
Jericho tiếng Ả Rập: أريحا Ārīḥā [ʔæˈriːħɑː] ⓘ); tiếng Hebrew: יְרִיחוֹ Yəriḥo [jeʁiˈħo] ⓘ là một thành phố nằm gần Sông Jordan ở Bờ Tây thuộc các vùng lãnh thổ Palestine. Đây là thủ phủ của tỉnh Jericho và có số dân trên 20.000 người.
Nằm ở độ sâu dưới mực nước biển trên con đường đông-tây dài 16 kilômét (10 mi) ở phía bắc Biển Chết, Jericho là địa điểm thấp nhất thế giới có người cư ngụ thường xuyên . Jericho cũng được coi là thành phố có người cư ngụ liên tục lâu đời nhất thế giới.
Được Cựu Ước mô tả là "Thành phố các cây cọ dầu", có nhiều suối nước dồi dào ở trong và xung quanh nên Jericho đã trở thành nơi hấp dẫn cho con người cư trú từ hàng ngàn năm trước. Trong truyển thuyết người Kitô giáo tiên khởi gốc Do Thái, đây là nơi trở về của người Israelites (người Do Thái cổ) sau khi bị làm nô lệ ở Ai Cập, do Joshua, người kế vị của Moses dẫn dắt. Các nhà khảo cổ đã khai quật nhiều di tích của hơn 20 khu định cư liên tiếp tại Jericho, nơi đầu tiên trong số đó có từ 11.000 năm trước đây (9.000 năm trước Công Nguyên), gần như từ đầu của thế Holocen thuộc thời tiền sử của Trái Đất.

## Ngữ nguyên
Tên tiếng Ả Rập của Jericho, Ārīḥā, có nghĩa là "thơm ngát" và phái sinh từ chữ "Reah" trong tiếng Canaan có cùng một nghĩa. Tên của Jericho trong tiếng Hebrew hiện đại, Yəriḥo, cũng được cho là phái sinh từ chữ gốc đó, mặc dù một thuyết khác cho rằng nó phái sinh từ chữ có nghĩa là "Mặt Trăng "(Yareah) trong tiếng Canaan, kể từ khi thành phố là một trung tâm đầu tiên thờ phượng thần Mặt Trăng.

## Lịch sử

### Thời cổ

#### Các người săn bắt-hái lượm Natuf khoảng 10.000 năm trước Công nguyên

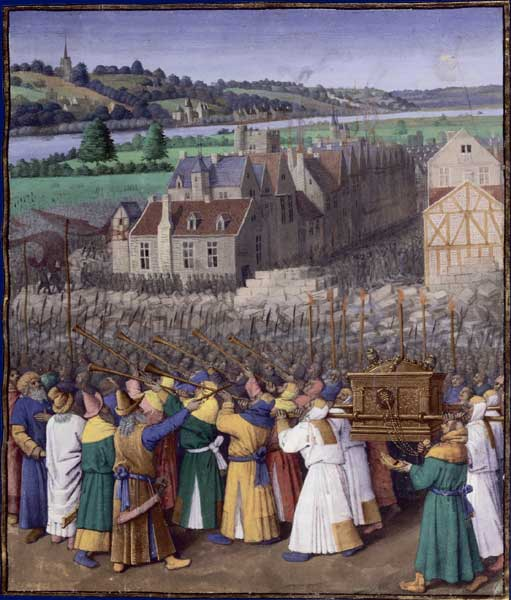
Hình trong Thánh kinh thời trung cổ của Pháp Trận Jericho.

Jericho là một trong các thành phố có người cư ngụ liên tục lâu đời nhất thế giới, với bằng chứng về nơi định cư từ 9.000 năm trước Công Nguyên. Trong thời kỳ Younger Dryas thời kỳ lạnh và hạn hán, thì việc cư trú thường xuyên ở bất kỳ một địa điểm nào là không thể được. Tuy nhiên, mùa xuân ở nơi sẽ trở thành Jericho là mảnh đất cắm trại được ưa thích cho các nhóm người săn bắt và hái lượm thời văn minh Natuf, những người đã để lại các dụng cụ lưỡi liềm microlith (vi tinh) rải rác phía sau họ. Khoảng năm 9.600, tình trạng hạn hán và lạnh của thời kỳ Younger Dryas đã kết thúc, khiến cho nhóm Natuf có thể kéo dài thời gian lưu trú, cuối cùng dẫn đến việc cư trú quanh năm và định cư lâu dài.

#### Thời đồ đá mới trước đồ gốm A, khoảng 9.600 năm trước Công nguyên
Khu định cư lâu dài đầu tiên được xây dựng gần suối nước Ein as-Sultan giữa khoảng năm10.000 và 9.000 trước Công nguyên. Khi thế giới ấm lên, một nền văn hóa mới dựa trên nông nghiệp và việc cư ngụ ở một chỗ cố định (không di chuyển) xuất hiện, mà các nhà khảo cổ gọi là "Thời đồ đá mới trước đồ gốm A " (Pre-Pottery Neolithic A, viết tắt là PPNA). Các làng PPNA có đặc tính là gồm các nhà ở vòng tròn, chôn cất người chết dưới sàn nhà, sống bằng việc săn bắt thú hoang, trồng ngũ cốc hoang dại hoặc đã được thuần hóa, và không dùng đồ sành sứ. Tai Jericho, các nhà ở vòng tròn được xây bằng gạch làm bằng đất sét trộn với rơm phơi khô dưới ánh nắng mặt trời, được xây dính với nhau bằng vữa bùn. Mỗi nhà đo được khoảng 5 mét đường kính, và mái trét bằng bùn. Các bếp lửa được đặt bên trong và bên ngoài ngôi nhà. 
Khoảng năm 9.400 trước Công nguyên, Jericho đã có hơn 70 nhà ở vòng tròn, với hơn 1.000 cư dân. Khía cạnh nổi bật nhất của thị trấn ban đầu này là một bức tường bằng đá khối lớn cao trên 3,6 mét, rộng 1,8 mét ở dưới chân. Bên trong bức tường này là một tòa tháp cao trên 3,6 mét, có một cầu thang bên trong với 22 bậc đá. Bức tường và cây tháp này là chưa từng có trong lịch sử nhân loại và cần phải có một trăm người làm việc hơn 100 ngày mới có thể xây dựng xong. Bức tường và cây tháp này dường như được xây để phòng chống nước và bùn từ sông Jordan gần đó tràn vào.

#### Việc đến cư ngụ sau này
Sau vài thế kỷ, Jericho bị bỏ rơi cho cuộc định cư thứ hai được thiết lập trong khoảng năm 6.800 TCN, có lẽ bởi một dân tộc xâm lược đã thu hút các cư dân gốc vào nền văn hóa vượt trội của họ. Các đồ tạo tác từ thời kỳ này gồm có 10 sọ người đắp thạch cao và sơn vẽ nhằm khôi phục các nét đặc biệt của từng cá nhân. Những đồ tạo tác này tiêu biểu cho mẫu chân dung đầu tiên trong lịch sử nghệ thuật, và được cho rằng chúng được giữ lại trong nhà của người dân trong khi các thi hài được chôn cất. Tiếp theo đó là một loạt các khu định cư từ năm 4.500 trước Công nguyên trở đi, khu lớn nhất được xây dựng năm 2.600 trước Công nguyên.
Bằng chứng khảo cổ cho thấy rằng trong nửa cuối của Thời đại đồ đồng giữa (khoảng 1.700 năm trước Công nghuyên) thành phố khá thịnh vượng, các tường thành được củng cố và mở rộng. Theo phương pháp xác định niên đại bằng cacbon thì thành phố Canaan (thành phố Jericho đợt IV) đã bị phá hủy trong khoảng thời gian từ năm 1617 tới năm 1530 TCN, nhưng được tính tròn là khoảng năm 1550 TCN. Thành phố đã bị bỏ hoang cho tới khi nó được xây dựng lại trong thế kỷ thứ 9 TCN.
Trong thế kỷ thứ 8 trước Công nguyên Đế quốc Tân Assyria xâm lăng từ phía bắc, tiếp theo là Đế quốc Babylon, và Jericho bị giảm dân số từ năm 586 tới 538 TCN, thời kỳ mà người Do Thái bị lưu đày tới Babylon. Cyrus Đại đế, vua Ba Tư, xây dựng lại thành phố này ở phía đông nam cách 1 dặm vị trí thành phố lịch sử cũ ở đồi và đưa người Do Thái lưu vong trở về sau khi chinh phục Babylon năm 539 TCN.

### Thời cổ đại cổ điển

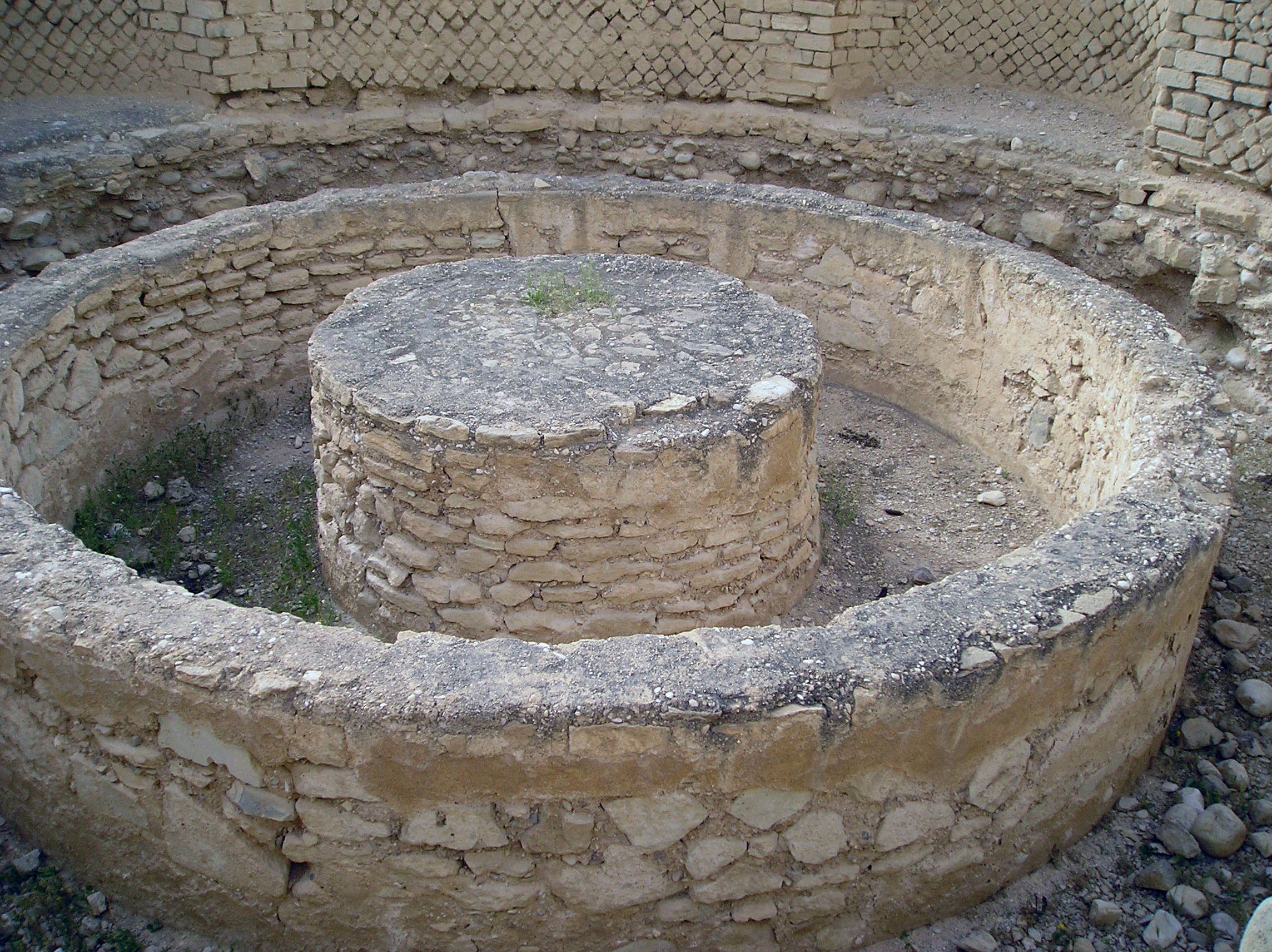
Phế tích cung điện của Herod đại đế.

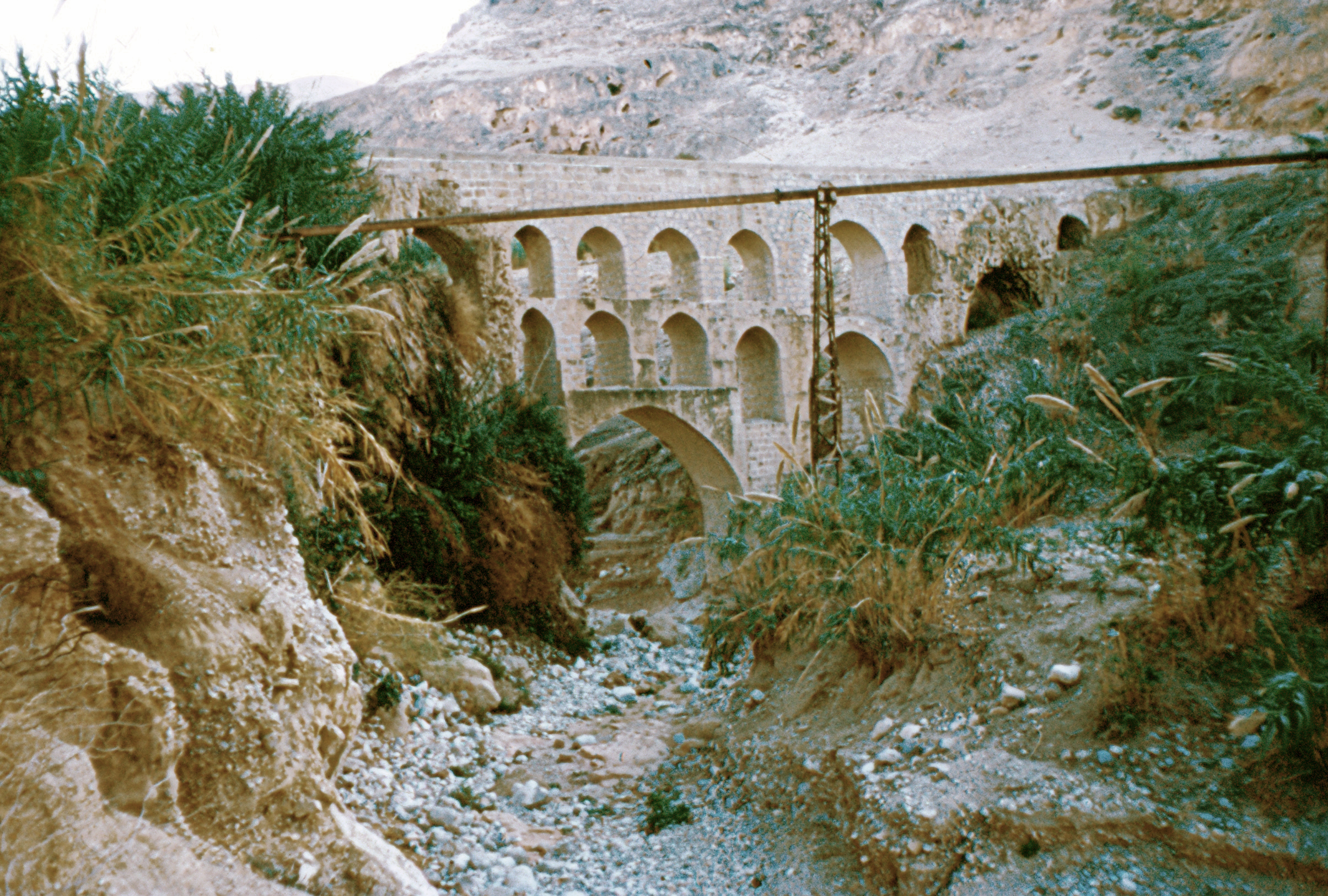
Cầu cống dẫn nước của người La Mã gần Jericho

Jericho đã từ chỗ là một trung tâm hành chính dưới thời đế quốc Ba Tư cai trị biến thành tài sản tư của Alexandros Đại đế từ năm 336 tới năm 323 TCN sau khi ông ta chinh phục vùng này. Trong giữa thế kỷ thứ 2 TCN, Jericho dưới chế độ cai trị của văn minh Hy Lạp, và tướng Bacchides người Syria đã xây nhiều pháo đài để củng cố việc phòng thủ khu vực chung quanh Jericho chống lại sự xâm lược của quân Macabees (1 Macc 9:50). Một trong các pháo đài này, xây ở lối vào thung lũng Wadi Qelt, sau đó đã được Herod Đại đế củng cố lại và đặt tên là Kypros theo tên mẹ ông.
Ban đầu Herod thuê Jericho từ Cleopatra sau khi Marcus Antonius tặng thành phố này cho nàng như một món quà. Sau khi họ cùng tự tử năm 30 TCN thì Augustus nắm quyền kiểm soát Đế quốc La Mã và trao cho Herod quyền tự do kiểm soát Jericho. Chế độ cai trị của Herod giám sát việc xây dựng một nhà hát kiêm trường đua ngựa (Tel es-Samrat) để cho các khách của ông giải trí, và các cầu cống dẫn nước mới để tưới cho khu vực bên dưới các khối đá cùng xây một dinh thự mùa đông ở Tulul al-Alaiq.
Vụ sát hại bi thảm Aristobulus III trong một hồ bơi ở Jericho – do sử gia người Do Thái-La Mã Josephus thuật lại – đã xảy ra trong một bữa tiệc do mẹ vợ người Hasmoneus của Herod tổ chức. Sau khi xây dựng các dinh thự thì thành phố này không chỉ là một trung tâm nông nghiệp và một ngã tư đường, mà còn là nơi nghỉ mùa đông cho tầng lớp quý tộc của Jerusalem.
Herod được con trai là Archelus kế vị, ông này đã xây dựng một làng kế bên mang tên mình là Archelais, cho các công nhân nông trường trồng chà là (Khirbet al-Beiyudat) của ông cư ngụ. Jericho ở thế kỷ thứ nhất được mô tả trong sách Địa lý của Strabo như sau:
Jericho là một đồng bằng bao quanh bởi một vùng miền núi, theo cách dốc thoai thoải về phía mình như một rạp hát. Dưới đây là Phoenicon, cũng được trộn lẫn với tất cả các loại cây trồng và các cây đầy trái, mặc dù nó gồm chủ yếu là các cây cọ. Chiều dài của nó bằng 100 sân vận động và được tưới nước khắp nơi bằng các dòng suối. Ở đây cũng là cung điện và Công viên Balsam"

Một nghĩa trang gồm các ngôi mộ đục trong đá thời Herod và Hasmoneus nằm ở phần thấp nhất của các vách đá giữa Nuseib al-Aweishireh và Jebel Quruntul tại Jericho đã có từ năm 100 TCN tới năm 68 sau CN.
Các Phúc âm Kitô giáo kể rằng chúa Giêsu đi qua Jericho và chữa lành một hoặc hai người ăn xin bị mù và làm cho một người trưởng ban thu thuế địa phương tên là Zacchaeus (Da-Kêu) ăn năn sám hối các việc làm không trung thực của mình. Con đường giữa Jerusalem và Jericho là khung cảnh cho Dụ ngôn Người Samaria nhân lành
Sau khi Jerusalem bị rơi vào tay độì quân của Vespasianus năm 70 sau CN, thì Jericho suy tàn nhanh, và năm 100 sau CN nó chỉ còn là một thị trấn nhỏ có quân La Mã đồn trú. Một pháo đài được xây ở đây năm 130 đã đóng vai trò đàn áp cuộc nổi dậy Bar Kochba năm 133. Các tường thuật về Jericho của các người hành hương Kitô giáo được đưa ra năm 333. Ngay sau đó diện tích xây dựng của thị trấn bị bỏ hoang và một Jericho thời Byzantine, "Ericha", được xây dựng cách đó một dặm (1 + 1 ⁄ 2 km) về phía đông, chung quanh đó thành phố hiện đại được đặt ở giữa. Kitô giáo bắt rễ ở thành phố này trong thời Byzantine và khu vực này có đông dân cư. Một số tu viện và nhà thờ được xây dựng, trong đó có tu viện thánh George của Koziba xây năm 340 và một nhà thờ mái vòm cung hiến cho thánh Eliseus. Cũng có ít nhất 2 giáo đường Do Thái giáo được xây dựng trong thế kỷ thứ 6 sau CN. Các tu viện bị bỏ hoang sau cuộc xâm chiếm của người Ba Tư năm 614.

### Thời caliphate Ả Rập

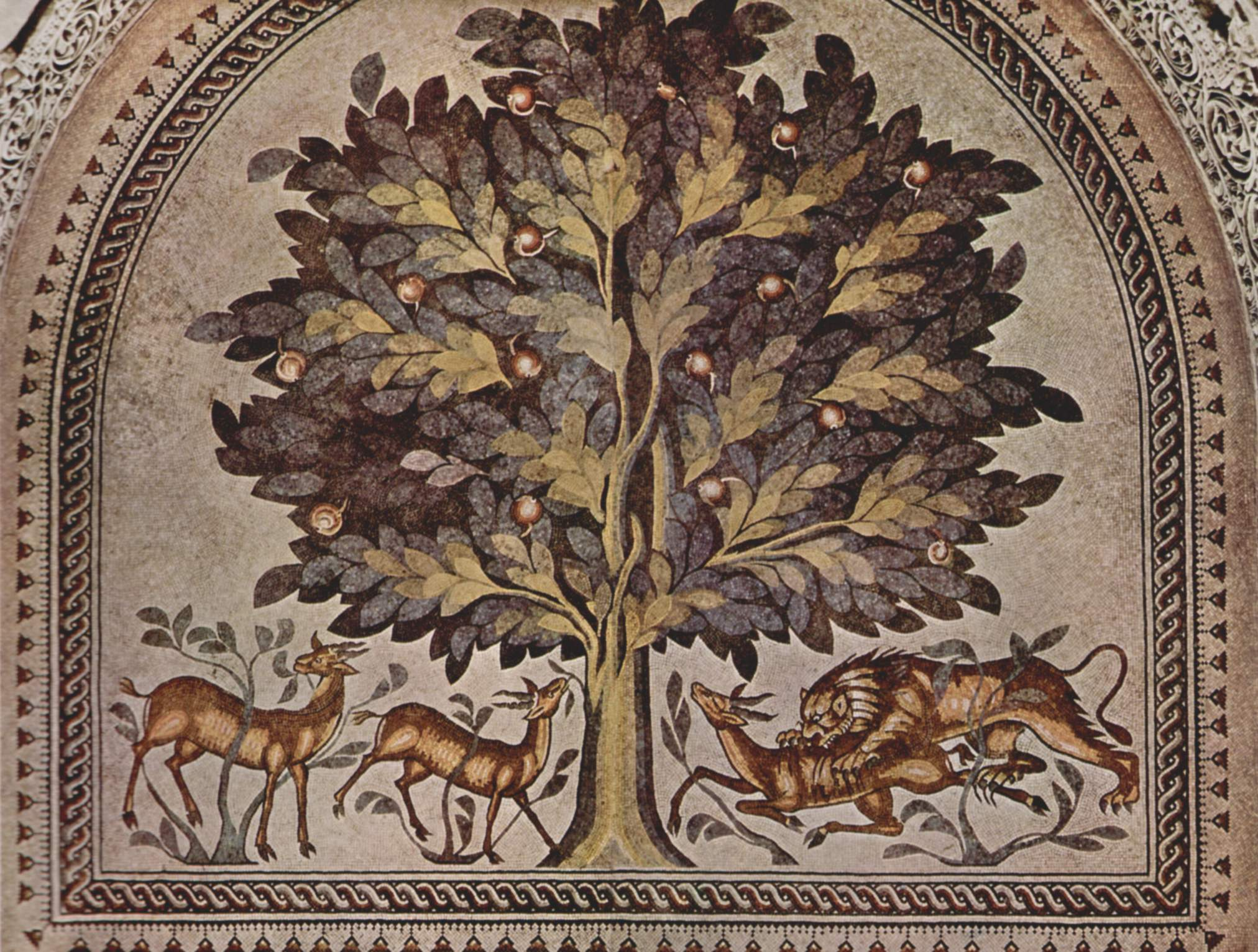
mosaic Ả Rập Umayyad từ dinh thự Hisham ở Jericho

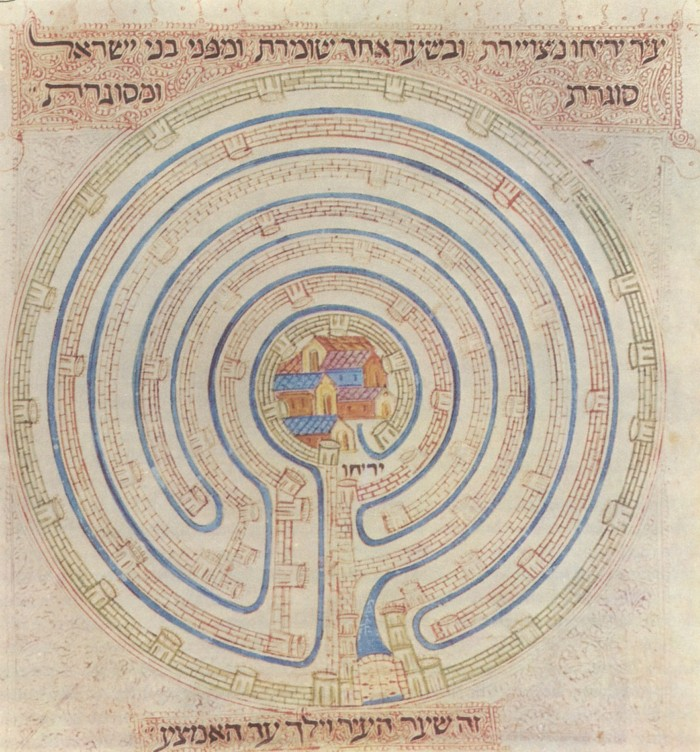
Bản đồ Jericho thế kỷ thứ 14 trong Kinh thánh Farchi

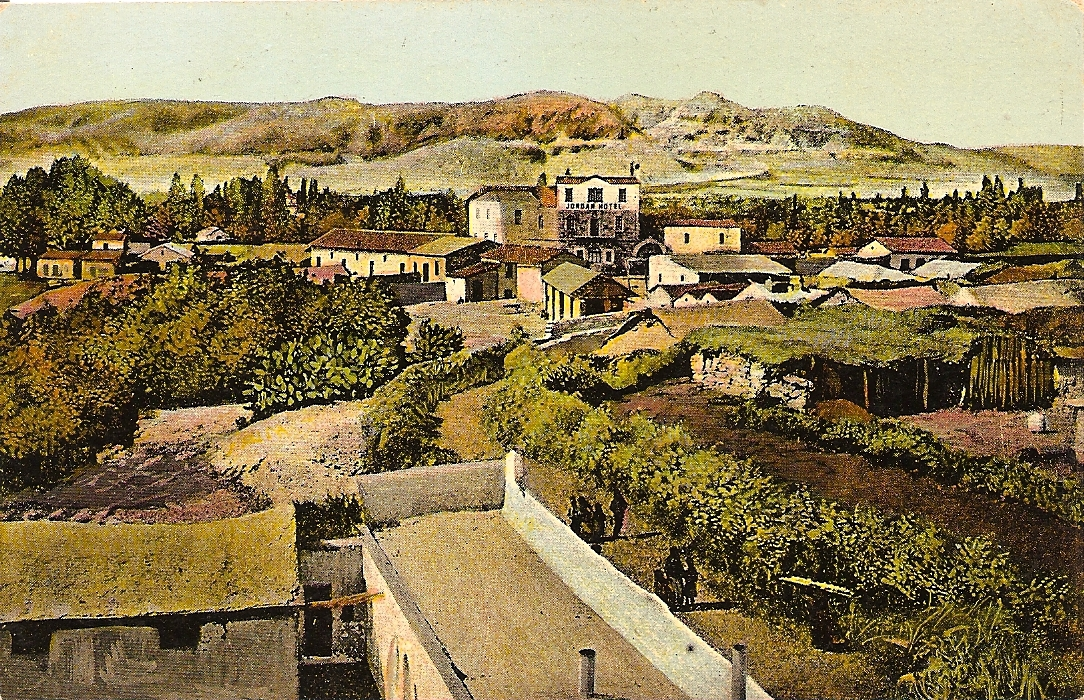
Bưu thiếp mô tả hình ảnh Jericho trong cuối thế kỷ 19 hoặc đầu thế kỷ 20

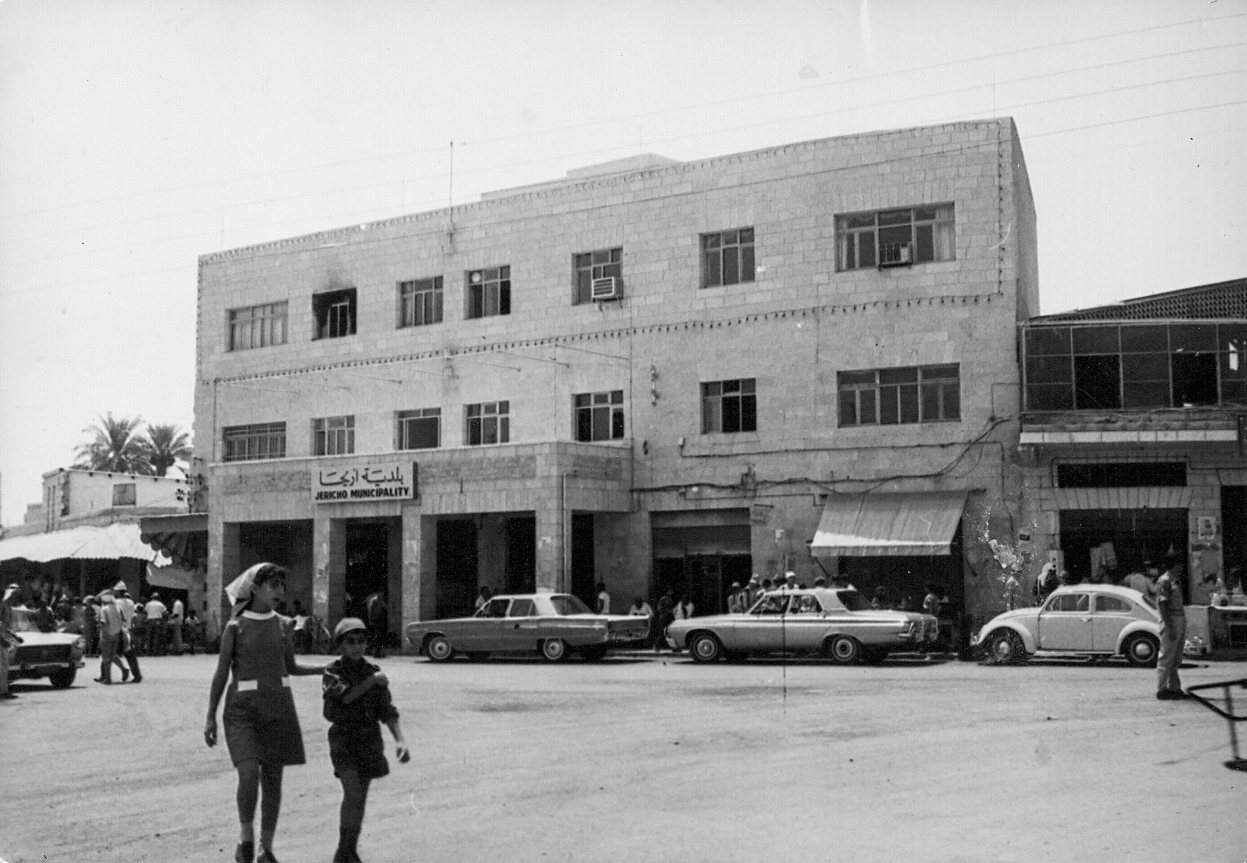
Tòa thị chính Jericho, 1967

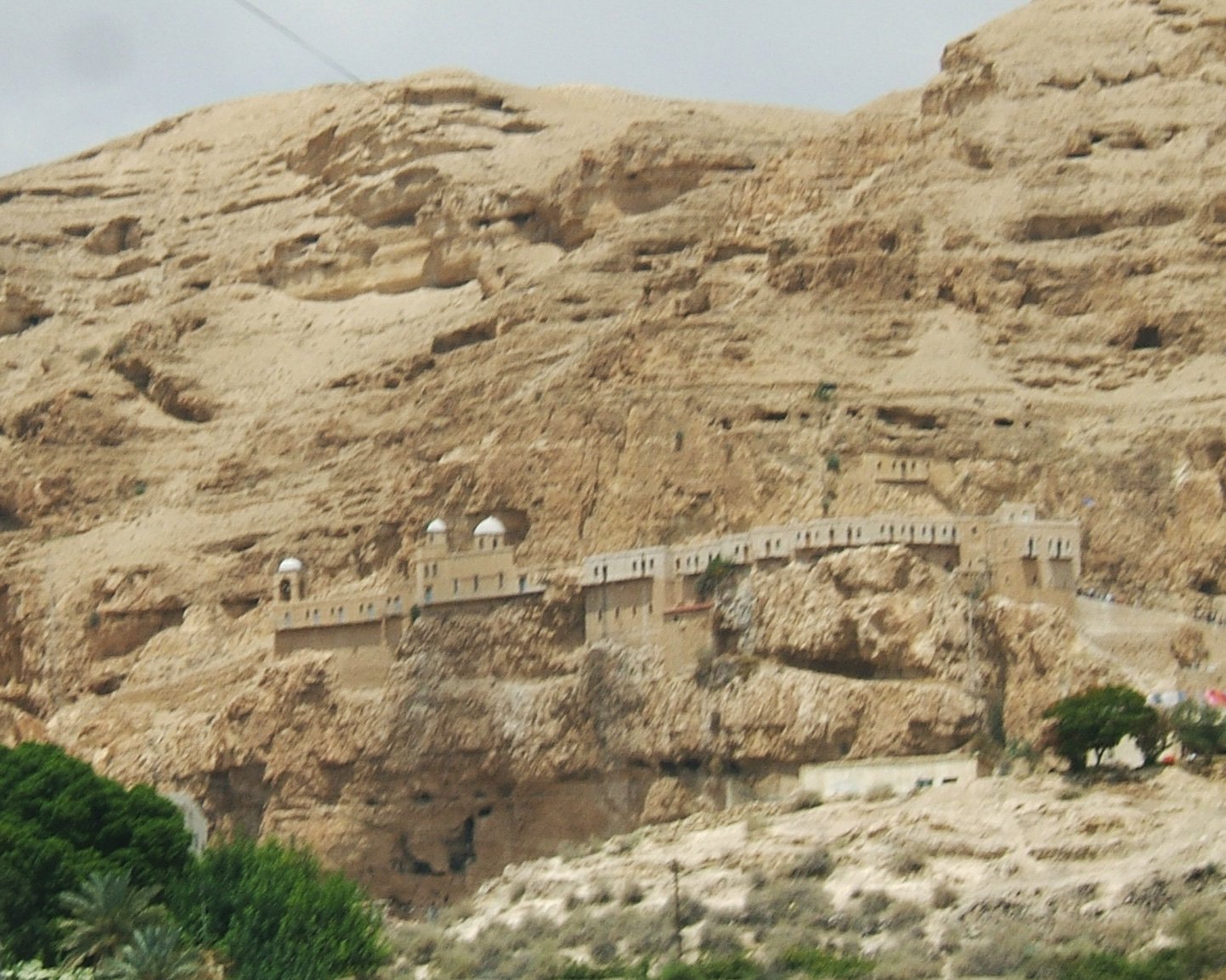
Tu viện núi Cám dỗ của Chính thống giáo Hy Lạp nhìn xuống Jericho hiện đại

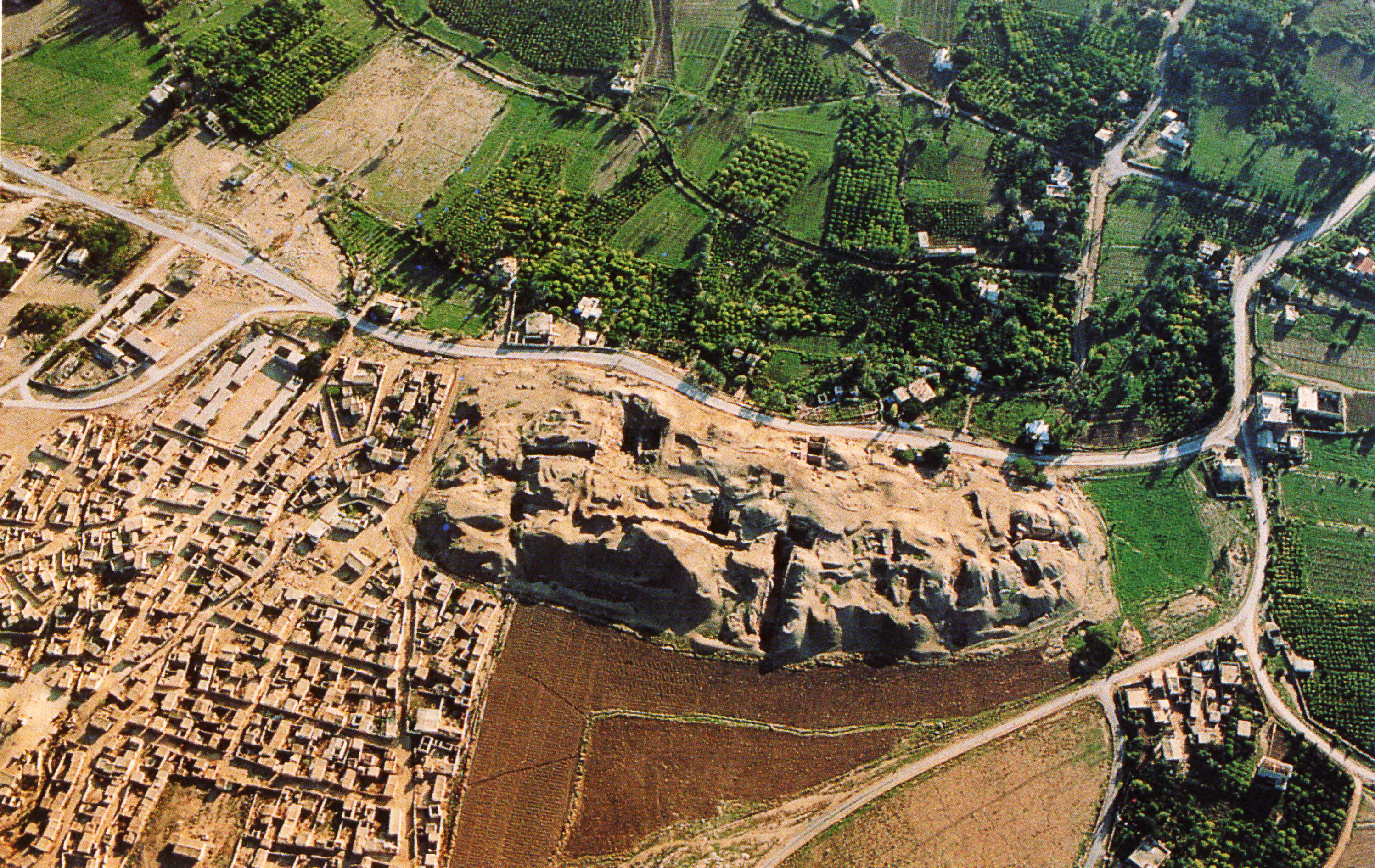
Cảnh nhìn tàn tích của Tell es-Sultan ở Jericho từ không trung

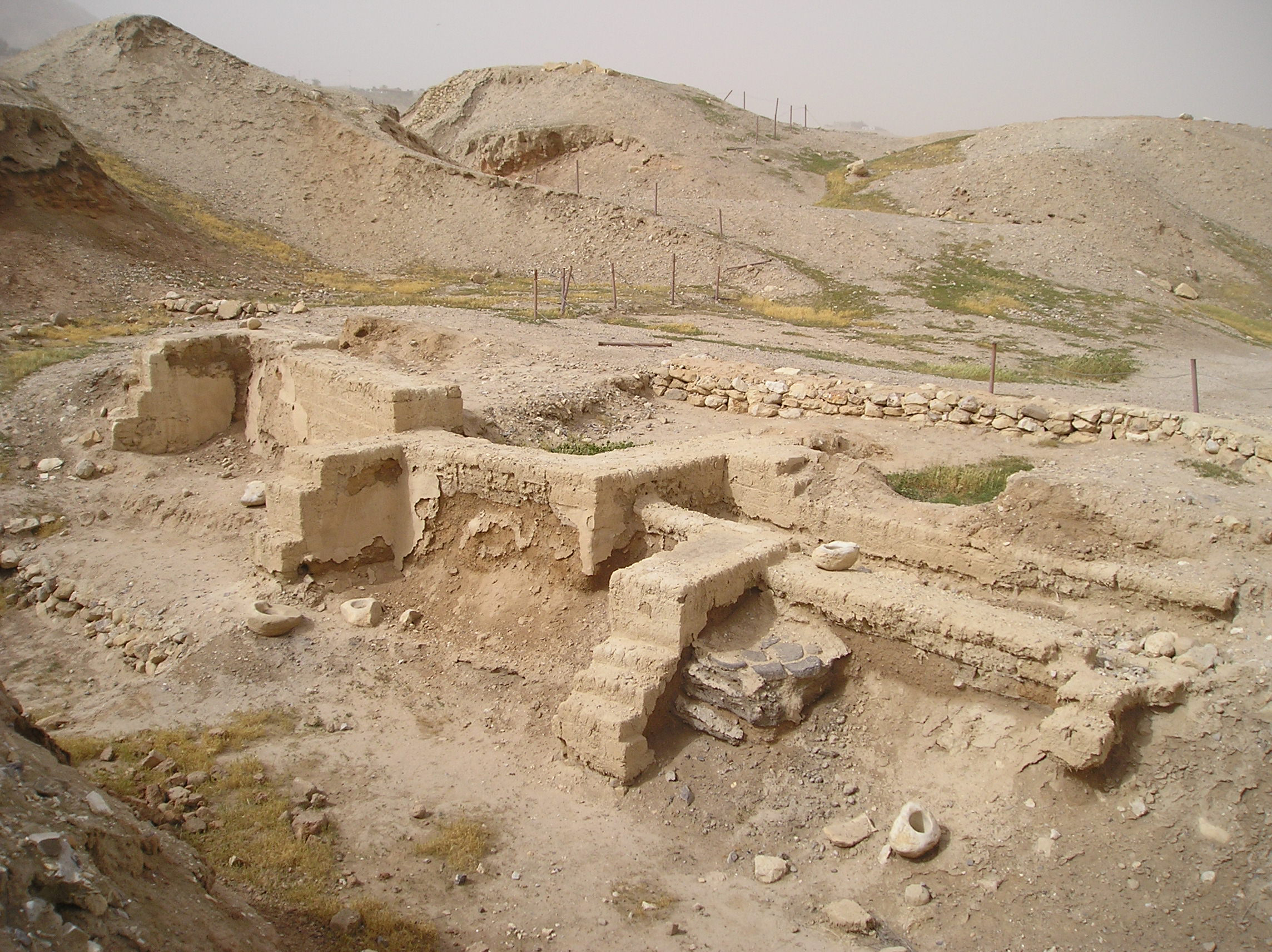
Các nền móng nhà ở khai quật từ Tell es-Sultan ở Jericho

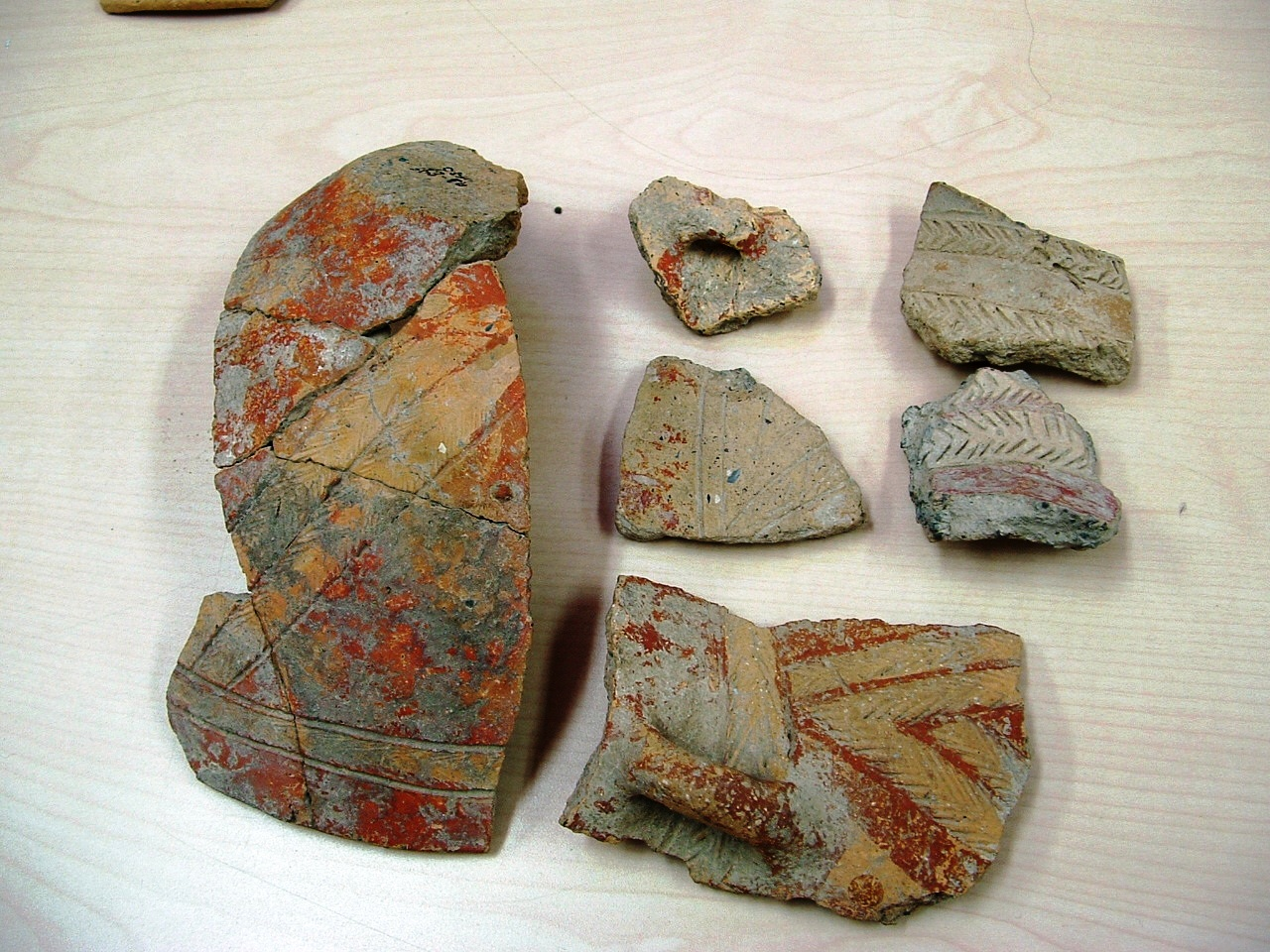
Đồ gốm thời Yarmukian với hoa văn trang trí hình xương cá

Jericho, bây giờ là "Ariha", thuộc về huyện Jund Filastin. Sử gia Hồi giáo Ả Rập Musa b. 'Uqba (d. 141 / 758) ghi rằng khalip 'Umar đã đày ải những người Do Thái và Kitô giáo ở Khaybar vào Jericho (và Tayma).
Năm 659 tỉnh này dưới quyền kiểm soát của Mu'awiya, người sáng lập triều đại Umayyads. Năm đó, một trận động đất đã xảy ra ở Jericho và phá hủy hầu hết thành phố. Một thập kỷ sau, người hành hương Arculf tới thăm Jericho và thấy thành phố là một đống đổ nát, mọi cư dân "Canaanite khốn khổ" của thành phố nay phân tán trong các khu nhà ổ chuột quanh bờ Biển Chết.
Vị khalip thứ 10 của triều đại này, Hisham ibn Abd al-Malik, đã xây một khu dinh thự liên hợp gọi là dinh thự của Hisham khoảng 1 dặm ở phía bắc Tell as-Sultan trong năm 743, và 2 đền thờ Hồi giáo, một sân trong, các sàn khảm, cùng những thứ khác mà ngày nay vẫn còn có thể nhìn thấy tại chỗ, mặc dù nó đã bị phá hủy từng phần trong trận động đất năm 747.
Sự thống trị của triều đại Umayyad chấm dứt vào năm 750 và tiếp theo là sự cai trị của các caliphates Ả Rập của vương triều Abbasid và Fatimid. Nền nông nghiệp được dẫn thủy phát triển dưới sự cai trị của người Hồi giáo, đã tái xác nhận danh tiếng của Jericho như một "Thành phố cây Cọ" phì nhiêu. Al-Maqdisi, nhà địa lý Ả Rập, đã viết trong năm 985 rằng: "nước của Jericho được coi là nhiều nhất và tốt nhất trong toàn vùng người Hồi giáo. Có rất nhiều chuối cũng như chà là và hoa thì có mùi thơm phức". Jericho cũng được ông ta coi là một trong các thành phố chính của Jund Filastin.
Thành phố này hưng thịnh cho tới năm 1071 khi có cuộc xâm lăng của Seljuk Turks, tiếp theo là các biến động của những cuộc Thập tự chinh. Năm 1179, những người Thập tự chinh xây dựng lại tu viện thánh George của Koziba, ở vị trí nguyên thủy của nó cách trung tâm thành phố 6 dặm. Họ cũng xây 2 nhà thờ khác và 1 tu viện hiến dâng cho thánh Gioan Tẩy giả, và đưa việc sản xuất cây mía vào thành phố này. Năm 1187, quân Thập tự chinh bị lực lượng Ayyubid của Saladin đánh đuổi sau chiến thắng của họ ở Trận Hattin, và thành phố bị dần dần suy tàn.
Năm 1226, nhà địa lý Ả Rập Yaqut al-Hamawi nói về Jericho: "Có nhiều cây cọ cũng như cây mía và cây chuối. Đường mía tốt nhất của xứ Ghaur được làm ở đây". Trong thế kỷ 14, Abu al-Fida viết là có các mỏ sulfur ở Jericho, "nơi duy nhất ở Palestine".

### Thời Ottoman (1517–1918)
Trong những năm sau của chế độ cai trị Ottoman, Jericho là thành phần của waqf và imerat của Jerusalem. Các dân làng chế biến chàm như một trong những nguồn thu lợi nhuận, sử dụng một cái vạc đặc biệt dùng cho mục đích này được chính quyền Ottoman tại Jerusalem cho mượn. Trong phần lớn thời kỳ đế quốc Ottoman cai trị, Jericho chỉ là một làng nhỏ của nông dân, dễ bị những người Bedouin (du mục) tấn công. Trong thế kỷ 19, các học giả châu Âu, các nhà khảo cổ và các nhà truyền giáo thường tới thăm Jericho. Cuộc khai quật đầu tiên ở Tell as-Sultan được thực hiện năm 1867, và các tu viện thánh George của Koziba được xây dựng lại và hoàn thành năm 1901 cũng như tu viện thánh Gioan Tẩy giả hoàn thành năm 1904.

### Thế kỷ thứ 20
Sau khi đế quốc Ottoman sụp đổ khi chấm dứt Chiến tranh thế giới thứ nhất, Jericho dưới Quyền ủy trị của Anh. Người Anh đã xây các pháo đài ở Jericho trong thời Chiến tranh thế giới thứ hai với sự giúp đỡ của công ty Solel Boneh của Do Thái, và các cầu được gắn chất nổ đề phòng sự xâm lăng có thể có của lực lượng đồng minh Đức.
Jericho bị vương quốc Jordan chiếm trong cuộc chiến tranh Ả Rập-Israel 1948. Hội nghị Jericho, do vua Abdullah tổ chức với sự tham dự của hơn 2.000 đại biểu Palestine năm 1948 tuyên bố "Hoàng thưọng Abdullah là vua toàn cõi Palestine" và kêu gọi "sự hợp nhất Palestine và nước Transjordan như một bước tiến tới sự thống nhất toàn cõi Ả Rập". Giữa thập niên 1950, Jordan chính thức sáp nhập các cư dân ở Bờ Tây và Jericho thành công dân Jordan.
Jericho bị Israel chiếm trong cuộc chiến tranh Sáu ngày năm 1967 cùng với phần còn lại của Bờ Tây. Jericho là một trong các thành phố đầu tiên được trao cho Chính quyền Palestine kiểm soát năm 1994, phù hợp với thỏa hiệp Oslo. Năm 1994, Israel và chính quyền Palestine ký một thỏa hiệp chung chung đặt nền tảng cho những quan hệ kinh tế giữa Israel, Jericho và các thành phố khác dưới chế độ tự trị của Palestine.

### Thế kỷ thứ 21
Năm 2001, trong thời Second Intifada, Jericho bị Israel chiếm lại. Ngày 14.3.2006, Các lực lượng Phòng vệ Israel phát động "Cuộc hành quân Bringing Home the Goods", trong đó họ bắt giữ 6 tù nhân trong một nhà tù ở Jericho sau 10 giờ vây hãm. Nguyên nhân cuộc vây hãm của Israel là để bắt giữ Ahmad Sa'adat, tổng thư ký của Mặt trận Dân tộc giải phóng Palestine và 5 tù nhân khác vì việc ám sát bộ trưởng du lịch Israel Rehavam Zeevi. Có ít nhất 2 người bị giết và 35 người bị thương trong vụ va chạm này. Cuộc vây hãm này đã gây ra phản ứng dữ dội của các thành viên và những người ủng hộ Mặt trận Dân tộc giải phóng Palestine cũng như các phần tử khác của Tổ chức Giải phóng Palestine; kết quả là các du kích Palestine đã tấn công bắt cóc các công dân Anh và châu Âu ở Bờ Tây và Dải Gaza.
Sau khi lực lượng Hamas tấn công một khu lân cận Dải Gaza chủ yếu do thị tộc Hilles liên kết với Fatah cư ngụ, để trả đũa cuộc tấn công của thị tộc này vào lực lượng Hamas giết chết 6 thành viên của họ, thì thị tộc Hilles đã chuyển về định cư ở Jericho ngày 4.8.2008.

## Địa lý
Jericho nằm ở vị trí 258 mét (846 ft) thấp hơn mực nước biển trong một ốc đảo ở Wadi Qelt trong thung lũng Jordan. Suối nước Ein es-Sultan gần đó cung cấp 1.000 gallons nước mỗi phút (3.8 m³/min), tưới được khoảng 2.500 mẫu Anh (10 km2) thông qua nhiều kênh đào và chảy vào sông Jordan cách đó 6 dặm (10 km). Lượng nước mưa hàng năm là 6,4 inch (160 mm), phần lớn tập trung trong khoảng từ tháng 11 tới tháng 2. Nhiệt độ trung bình là 59 °F (15 °C) trong tháng Giêng và 88 °F (31 °C) trong tháng 8. Nhiều nắng, đất nhiều phù sa, và lượng nước suối dồi dào khiến cho Jericho luôn luôn là nơi định cư hấp dẫn.

## Khảo cổ
Các khai quật khảo cổ đầu tiên ở đây do Charles Warren thực hiện năm 1868. Ernst Sellin và Carl Watzinger khai quật Tell es-Sultan và Tulul Abu el-'Alayiq từ năm 1907–1909 và năm 1911, còn John Garstang khai quật từ năm 1930 tới 1936. Các cuộc điều tra rộng rãi sử dụng các kỹ thuật hiện đại hơn được Kathleen Kenyon thực hiện từ năm 1952 tới 1958. Lorenzo Nigro và Nicolo Marchetti đã làm một cuộc khai quật giới hạn năm 1997.

### Tell es-Sultan
Nơi định cư sớm nhất nằm ở Tell es-Sultan (hay đồi Sultan) ngày nay, cách thành phố hiện tại vài km. Trong tiếng Ả Rập và tiếng Hebrew, tell có nghĩa là "gò đống" – các lớp liên tiếp nhà ở được dựng lên trên gò đống qua thời gian, là thông thường cho các nơi định cư cổ ở vùng Trung Đông và Anatolia. Jericho là nơi kiểu mẫu cho Thời đồ đá mới trước đồ gốm A và B.

### Thời đại đồ đá
Thời Epipaleolithic (giữa thời kỳ đồ đá cũ và thời kỳ đồ đá mới)— Việc xây dựng tại địa điểm này xuất hiện trước khi phát minh ra nông nghiệp, với việc xây dựng các cơ cấu văn hóa Natuf bắt đầu sớm hơn năm 9.000 trước CN, ngay lúc bắt đầu thế Holocen trong lịch sử địa chất.
Nơi định cư này rộng 40.000 mét vuông, bao quanh bằng một bức tường đá từ Thời đồ đá mới trước đồ gốm A (8350–7370 trước CN), với một cây tháp bằng đá ở giữa một bức tường. Cho đến nay đây là bức tường cổ xưa nhất từng được phát hiện, do đó cho thấy một số loại tổ chức xã hội. Đô thị này có các nhà tròn bằng gạch làm bằng bùn trộn rơm rạ phơi nắng, nhưng không có quy hoạch đường phố. Căn tính của cư dân và số lượng (cư dân) (một số nguồn nói có 2.000–3.000 cư dân) của Jericho trong Thời đồ đá mới trước đồ gốm A vẫn còn đang tranh cãi, mặc dù đã biết là họ đã thuần hóa được lúa mạch cứng, lúa mạch và đậu hạt cùng săn bắt các thú hoang.
Trong Thời đồ đá mới trước đồ gốm B (7220 tới 5850 năm trước CN), các cây thuần hóa ở đây được mở rộng. Có thể họ đã thuần hóa cừu. Rõ ràng việc thờ cúng có liên quan đến việc bảo quản hộp sọ của con người, với các nét trên khuôn mặt tái tạo từ thạch cao và trong một số trường hợp có đặt vỏ sò vào hốc mắt.
Sau giai đoạn định cư ở Thời đồ đá mới trước đồ gốm A, có việc gián đoạn định cư trong nhiều thế kỷ, sau đó việc định cư trong Thời đồ đá mới trước đồ gốm B được thành lập trên bề mặt đã xói mòn của tell (gò đống). Kiến trúc bao gồm các nhà thẳng làm bằng gạch bùn trên nền đá. Các gạch bùn có dạng ổ bánh mì với ngón tay cái in sâu để giúp cho việc kết dính giữa 2 viên gạch được dễ dàng. Không một nhà nào được khai quật còn nguyên vẹn. Thông thường, nhiều phòng tụm lại xung quanh một sân ở giữa. Có một phòng lớn (6,5 m × 4 m (21,33 ft × 13,12 ft) và 7 m × 3 m (22,97 ft × 9,84 ft)) bên trong chia thành các ngăn nhỏ, phần nhỏ còn lại, có lẽ được sử dụng để chứa đồ. Các phòng đều có sàn terrazzo màu đỏ hoặc hồng làm bằng vôi. Một số vết in của chiếu thảm làm bằng lau sậy hoặc cây bấc được bảo tồn.Các sân có nền bằng đất sét.
Kathleen Kenyon giải thích rằng một nhà như một nơi thiêng liêng. Nó có một hốc trong tường. Một cột bị sứt mẻ bằng đá núi lửa được tìm thấy ở gần đó có thể vừa hợp khít với hốc tường này.
Người chết được chôn dưới sàn nhà hoặc trong đống gạch vụn ở các nhà bỏ hoang. Có nhiều chỗ mai táng tập thể. Không phải tất cả những bộ xương hoàn toàn ăn khớp với nhau, điều đó có thể chỉ cho thấy có một thời gian phơi bày trước khi chôn cất. Một nơi chứa sọ người có 7 sọ. Các hàm bị tháo ra và mặt được phủ bằng thạch cao; các đồng tiền bằng ốc được gắn vào hốc mắt. Tổng cộng có 10 sọ được tìm thấy. Cũng tìm thấy các sọ đắp khuôn ở Tell Ramad và Beisamoun.
Các vật tìm thấy khác gồm đá lửa, chẳng hạn các đầu mũi tên, các lưỡi liềm có răng nhỏ, các dao khắc (trổ), các cái nạo, vài tranchet axe (một loại rìu bằng đá), obsidian từ nguồn không rõ. Cũng có các cối xay quay tay bằng đá, các hammerstones. Các vật được phát hiện khác gồm các bát, đĩa đẽo bằng đá vôi mềm, các ống quấn sợi làm bằng đá, các tượng bằng thạch cao có dạng người được cách điệu hóa, phần lớn bằng kích thước người thật, các tượng nhỏ bằng đất sét hình người biến thành con vật cùng các vỏ và hạt malachite.
Trong cuối thiên niên kỷ thứ 4 trước CN, Jericho bị chiếm đóng trong thời kỳ đồ đá mới 2 và đặc điểm chung của các di vật ở nơi đây liên kết nó về mặt văn hóa với các nơi thuộc thời kỳ đồ đá mới 2 ở Syria và các nhóm miền Trung Euphrates. Liên kết này được hình thành bởi sự hiện diện của các nhà làm bằng gạch bùn thẳng và các sàn nhà thạch cao là đặc trưng của thời đại này.

### Thời đại đồ đồng
Trong thời đại đồ đồng giữa, Jericho là một thành phố nhỏ nổi bật của vùng Canaan, đạt tới mức độ thời đại đồ đồng lớn nhất trong giai đoạn từ năm 1700 đến 1550 trước Công nguyên. Dường như nó đã phản ánh quá trình đô thị hóa lớn hơn trong khu vực tại thời điểm đó, và có liên quan đến sự gia tăng của Maryannu, một giai cấp quý tộc sử dụng xe ngựa liên quan đến sự nổi lên của nhà nước Mitanni ở phía bắc. Kathleen Kenyon cho rằng "...Có thể thời đại đồ đồng giữa là thời kỳ thịnh vượng nhất trong toàn bộ lịch sử của Kna'an.... Các việc phòng thủ... thuộc vào một thời đại khá cao trong thời kỳ đó" và có "một lớp đá xây bên ngoài lớn... một phần của một hệ thống phòng thủ phức tạp" (pp. 213–218). Thời đại đồ đồng ởJericho rơi vào thế kỷ thứ 16 TCN ở cuối thời đại đồ đồng giữa, các di vật từ tầng phá hủy của thành phố kỳ IV được định tuổi bằng các-bon có niên đại từ năm 1617-1530 TCN. Đáng kể việc định tuổi bằng các-bon khoảng năm 1573 TCN đã xác nhận tính chính xác của việc định tuổi phân tầng bằng các-bon khoảng năm 1550 Kenyon.

### Các giáo đường Do Thái giáo
Giáo đường Do Thái giáo Jericho trong cung điện mùa đông hoàng gia Maccabe có từ năm 70-50 trước CN. Một giáo đường ở Jericho từ cuối thế kỷ thứ 6 hoặc đầu thế kỷ thứ 7 sau CN được phát hiện năm 1936 và được đặt tên là Shalom Al Israel ("bình an cho Israel"), theo phương châm chính bằng tiếng Hebrew ở sàn ghép khảm của nó. Nó được Israel kiểm soát sau cuộc Chiến tranh 6 ngày, nhưng sau khi trao quyền kiểm soát Jericho cho Chính quyền Palestine theo Thỏa ước Oslo, thì nó trở thành nguồn của sự xung đột. Vào đêm 12.10.2000, giáo đường này đã bị những người Palestine phá hoại bằng việc đốt các sách thánh và các thánh tích cùng phá hỏng sàn ghép khảm.
Giáo đường Na'aran, một kiến trúc khác từ thời Byzantine, được phát hiện ở ngoại ô phía bắc Jericho năm 1918. Nó ít nổi tiếng hơn giáo đường Shalom Al Israel, nhưng có một sàn ghép khảm lớn hơn và ở trong tình trạng tương tự.

## Dân số
Dân số đã thay đổi nhiều tùy thuộc vào nhóm sắc tộc trội hơn và chế độ cai trị trong vùng từ trên 3.000 năm qua. Trong cuộc điều tra đất đai và dân số của Sami Hadawi năm 1945, Jericho có 3.010 cư dân, trong đó 94% (2.840 người) là người Ả Rập, 6% (170 người) là người Do Thái.
Trong cuộc điều tra dân số đầu tiên do Phòng thống kê trung ương Palestine thực hiện năm 1997, dân số của Jericho có 14.674 người, trong đó những người di cư Palestine chiếm tỷ lệ 43.6% tức 6.393 người. Tính theo giới tính thì thành phố có 51% người nam và 49% người nữ. Dân số Jericho còn rất trẻ, khoảng gần một nửa (49.2%) cư dân dưới 20 tuổi. Số người từ 20 tới 44 chiếm 36,2%, còn 10,7% từ 45 tới 64 tuổi, và 3,6% trên 64 tuổi.
Căn cứ trên các dự đoán của Phòng thống kê trung ương Palestine, Jericho hiện nay có số dân Palestine Ả Rập trên 20.000 người. Thị trưởng hiện tại là Hassan Saleh, một cựu luật sư.

## Chăm sóc sức khỏe
Tháng 4 năm 2010, Cơ quan Phát triển quốc tế của Hoa Kỳ (USAID) đã tài trợ khoản tiền 2,5 triệu dollar Mỹ cho dự án làm mới lại hoàn toàn Bệnh viện của chính phủ ở Jericho.

### Các thành phố kết nghĩa
- Campinas ở Brasil
- Pisa ở Ý (từ 2000)[56]
- Lyon ở Pháp
- Calipatria, California ở Hoa Kỳ

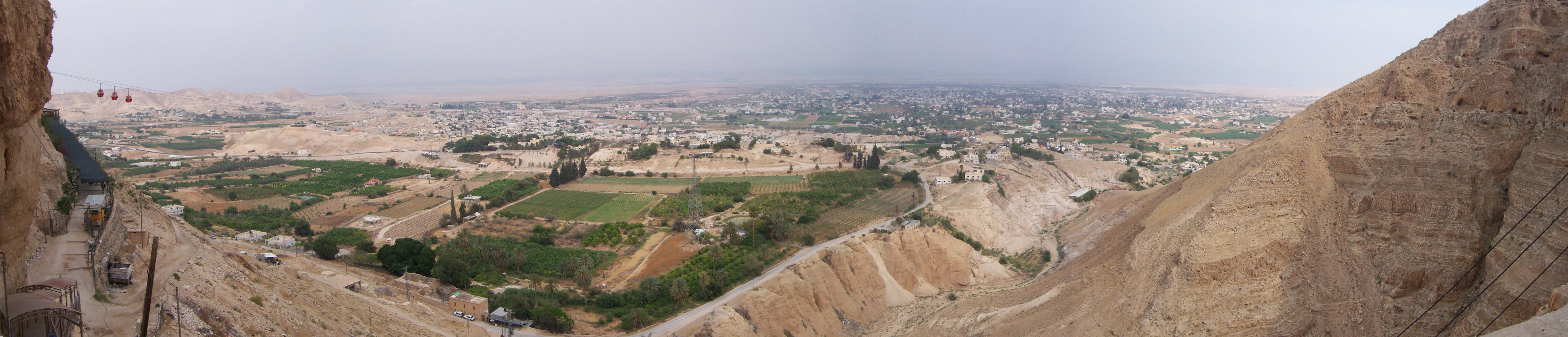
Toàn cảnh Jericho

- Iaşi ở România
- Lærdal ở Na Uy(từ 1998)